# Województwo mazowieckie (1793)

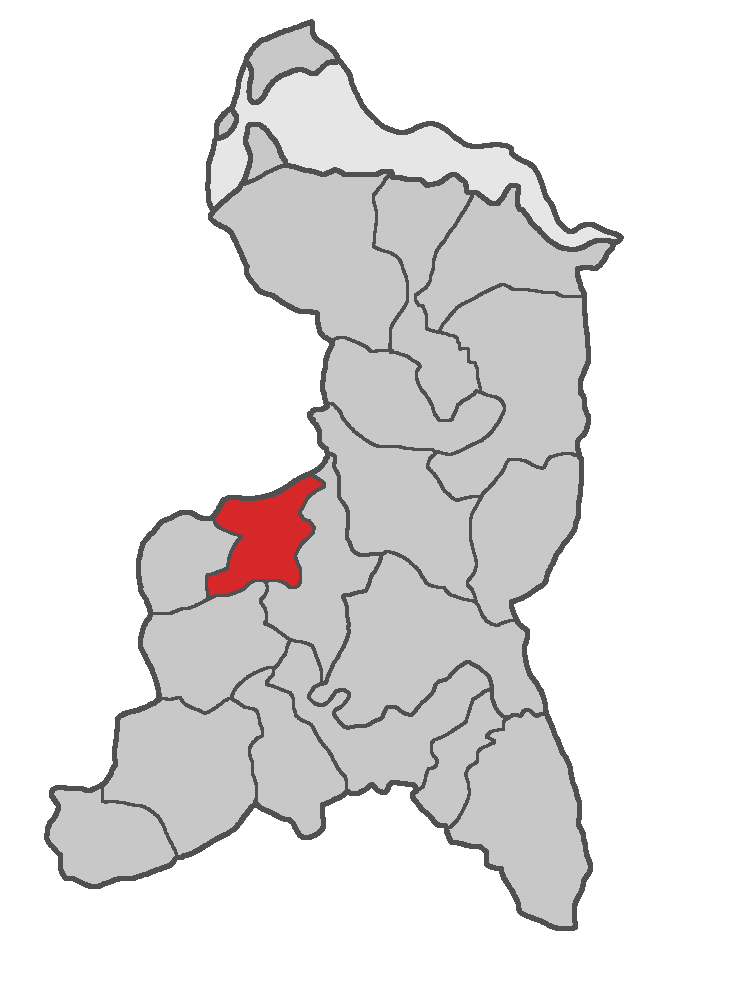
Województwo mazowieckie na tle województw utworzonych na sejmie grodzieńskim

Województwo mazowieckie zostało utworzone na sejmie grodzieńskim 23 listopada 1793 r. z ziemi wiskiej, łomżyńskiej i nurskiej (składałającej się z powiatu nurskiego, ostrowskiego i kamienieckiego). Nie zostało w pełni zorganizowane w związku z rozpoczęciem insurekcji kościuszkowskiej. Województwo miało mieć w Sejmie dwóch senatorów (wojewodę i kasztelana) i sześciu posłów wybieranych na cztery lata (po dwóch z każdej ziemi). Miało wybierać po: 6 sędziów ziemskich, 6 komorników ziemskich, 1 pisarza sądowego ziemskiego, 9 komisarzy porządkowych, 2 regentów aktowych (z ziemi łomżyńskiej 4) z każdej ziemi. Sejmiki miały odbywać się: dla ziemi wiskiej w kościele parafialnym w Wiźnie, dla ziemi łomżyńskiej w kościele parafialnym pw. św. Michała w Łomży, dla ziemi nurskiej w kościele parafialnym w Ostrowi.
Województwo dzieliło się na trzy ziemie:
- wiską
- łomżyńską
- nurską – składała się z powiatu nurskiego, ostrowskiego i części kamienieckiego.